# Isla Aride
La isla de Aride es la isla granítica más septentrional de las Seychelles (la isla de los Pájaros es la más septentrional de todas las Seychelles). Es una reserva natural arrendada y gestionada por la Sociedad de Conservación de las Islas Seychelles. La isla se encuentra a 10 km al norte de Praslin y a 50 km al noreste de Mahé.Tiene una longitud de 1.500 metros y una anchura de casi 500 metros.El punto más alto está a 134 m sobre el nivel del mar. Fue declarada reserva natural especial por el gobierno de las Seychelles en 1975.
Los únicos habitantes humanos son el personal de la reserva: en la actualidad, cuatro guardabosques seychellenses, dos oficiales de conservación expatriados y dos voluntarios. Viven en el pueblo principal de la isla, La Cour, en el lado sur de la isla.
Más de 1,25 millones de aves marinas se reproducen regularmente en Aride, entre ellas la mayor colonia del mundo de negrón chico, la mayor población de Seychelles de charrán rosado y la mayor colonia del mundo de pardela tropical. También hay un enorme dormidero de fragatas no reproductoras.